# Urs Rohrer
Urs "Ursepio" Rohrer (* 29. Januar 1977 in Basel; † 3. Januar 2022) war ein Schweizer Jongleur.

## Leben und Wirken
Rohrer verbrachte seine Kindheit in Rheinfelden (CH). Nach einer kurzen Lehre als Vermessungszeichner widmete er sich voll der Jonglierkunst und erlangte nicht nur regionale, sondern auch nationale Berühmtheit. Urs Rohrer, der sich "Clownjongleur Ursepio" nannte, gehörte zu den besten Schweizer Jongleuren. Schon als Kind jonglierte er mit Tennisbällen, Ringen und Keulen. Später besuchte er die Zirkusschule Ilg in Zürich, wo er unter der Leitung von Jacky Lupescu-Knie trainiert wurde. Als 16-Jähriger spezialisierte er sich auf Volleybälle, mit denen er 1998 einen inoffiziellen Weltrekord in Rheinfelden (CH) aufstellte, indem er für fünf Sekunden mit sieben Volleybällen jonglierte. Er benutzte dabei einen Träger, welchen er sich um den Bauch band und so die zwei restlichen Volleybälle halten konnte. Mit den anderen fünf jonglierte er zuerst normal, warf sie dann höher, packte die zwei Volleybälle, jonglierte so weiter und fing alle sieben Bälle wieder auf. Urs Rohrer verstarb im Januar 2022 im Alter von 44 Jahren.

## Auftritte
1993 und 1994 wirkte Urs Rohrer im Staatstheater Mainz mit und spielte in der Oper Der junge Lord im Zirkusbühnenbild als Jongleur. Danach absolvierte er die Lehre als Vermessungszeichner und wirkte 1997 und 1998 im Winterzirkus Pajazzo in Genf mit. 1997 ging er mit dem Zirkus Harlekin auf Tournee. 2000 war er im Zirkus Liliput von Daniel Gasser zu sehen, mit welchem er durch die ganze Schweiz reiste. Danach wurde er selbstständig und war u. a. mehrmals im Schweizer Fernsehen zu sehen. Im Gottesdienst von Pfarrer Ernst Heller, welcher jeweils in den Sommermonaten im Zirkus Knie abgehalten wird, trat Urs Rohrer am 22. Juli 2007 bereits zum zweiten Mal auf. Sein Traum war, wie er selber sagte, "einmal eine Saison lang mit dem Zirkus Knie unterwegs zu sein".
Urs Rohrer trat am 27. März 2007 im Schweizer Fernsehen in der Sendung glanz & gloria auf.

## Preise und Auszeichnungen
Urs Rohrer gewann in seiner Karriere als Jongleur einige Preise:
- 1993: Preis beim Zirkusfestival in Honelles (B)
- 1996: Gewinner 5-Ballcontest Jonglierfestival in Arosa (CH)
- 1998: Preis des Hessischen Ministeriums für Wissenschaft und Kunst in Wiesbaden (D)

Ausserdem machte er 1996, 2002 und 2003 beim Prix Walo Sprungbrett mit und kam bis ins Finale.